# Puccinia arenariae

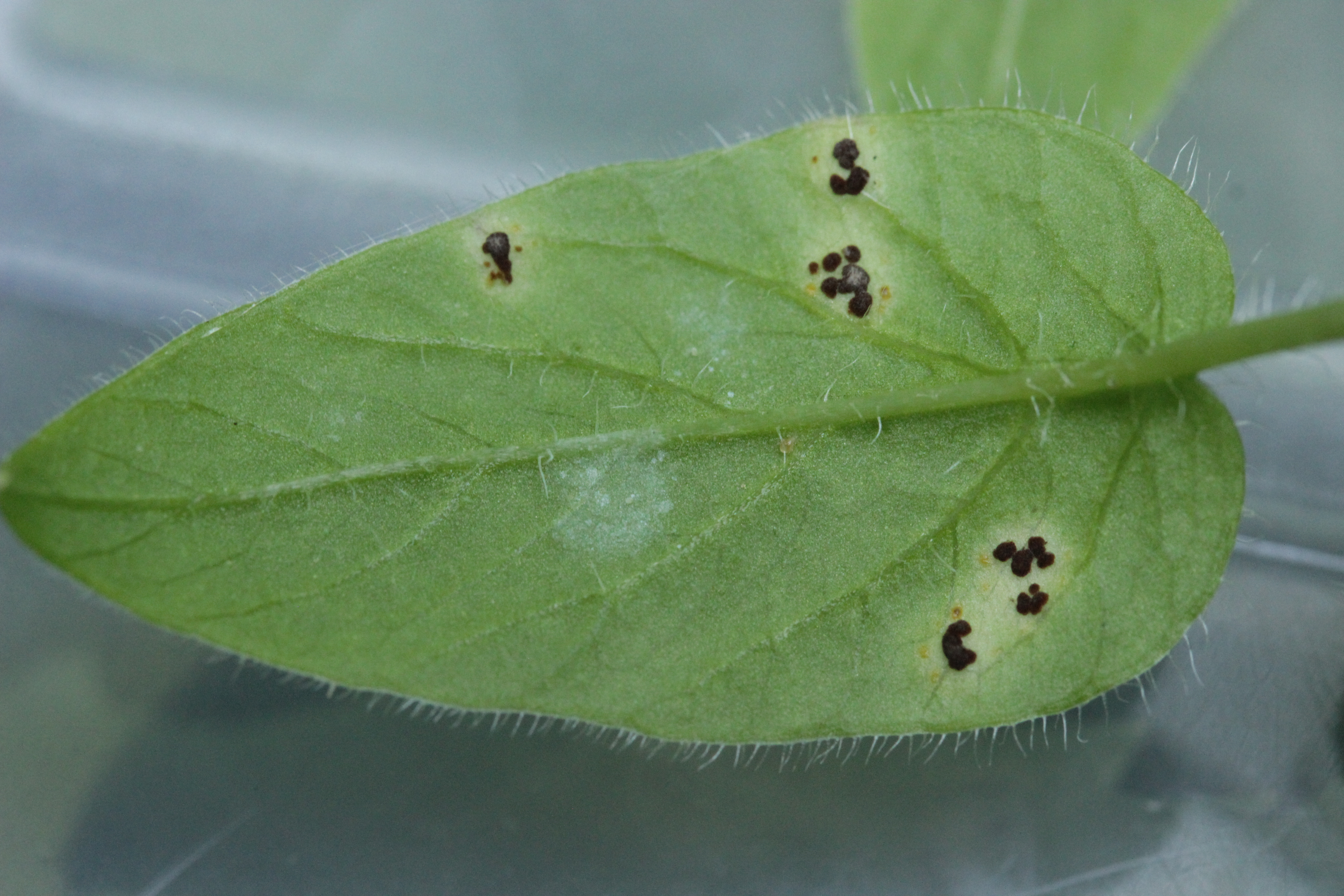
Plamy na liściu gwiazdnicy gajowej

Puccinia arenariae (Schumach.) J. Schröt. – gatunek grzybów z rodziny rdzowatych (Pucciniaceae). Pasożyt obligatoryjny roślin z rodzin goździkowate (Caryophyllaceae), zdrojkowate (Montiaceae) i ugłastowate (Molluginaceae).

## Systematyka i nazewnictwo
Pozycja w klasyfikacji według Index Fungorum: Puccinia, Pucciniaceae, Pucciniales, Incertae sedis, Pucciniomycetes, Pucciniomycotina, Basidiomycota, Fungi.
Po raz pierwszy zdiagnozował go w 1803 r. Ch.F. Schumacher nadając mu nazwę Uredo arenariae. Obecną, uznaną przez Index Fungorum nazwę nadał mu Joseph Schröter w 1880 r.
Ma 20 synonimów. Niektóre z nich:
- Leptopuccinia arenariae (Schumach.) Syd. 1922
- Micropuccinia arenariae (Schumach.) Arthur & H.S. Jacks. 1921

## Rozwój i morfologia
Jest pasożytem jednodomowym, tzn. cały jego cykl rozwojowy odbywa się na jednym żywicielu. Jest też rdzą niepełnocyklową – wytwarza tylko jeden rodzaj zarodników – teliospory.
Na dolnej stronie liści oraz na łodygach porażonych roślin tworzą się plamy, a w ich obrębie małe, jasnobrązowe, poduszeczkowate telia. Zarodniki 10–20 × 28–49 µm, dwukomórkowe, na długim i trwałym trzonku (60–90 µm, czasami 140 µm). Wierzchołkowa ściana górnej komórki jest spiczasta i wyraźnie pogrubiona.

## Występowanie i siedlisko
Znane jest występowanie Puccinia arenariae w Ameryce Północnej, Europie, Azji i na Nowej Zelandii. W Polsce rdza ta jest szczególnie pospolita na goździku brodatym. Powoduje u niego chorobę o nazwie rdza goździka brodatego.
Opisano jej występowanie na roślinach należących do gatunków i rodzajów: Agrostemma githago, Arenaria (montana, retusa, serpyllifolia, tenuifolia), Cerastium (alpinum, arvense, fontanum, glomeratum, semidecandrum, velutinum), Dianthus (armeria, barbatus, carthusianorum, caryophyllus, chinensis, crinitus, deltoides, lusitanus, plumarius), Gypsophila (elegans, muralis), Holosteum umbellatum, Honckenya peploides, Minuartia (hybrida, laricifolia, verna), Moehringia (diversifolia, muscosa, tenuifolia, trinervia, moenchia), Myosoton aquaticum, Petrorhagia, Sagina (apetala, decumbens, maritima, nivalis, nodosa, x normaniana, procumbens, saginoides, subulata), Saponaria (ocymoides, officinalis, orientalis, persica), Scleranthus, Silene (acaulis, alaba, dioica, baccifera, flos-cuculi, noctiflora, viscosa, vulgaris), Spergula (arvensis, morisonii, pentandra), Spergularia, Stellaria (alsine, graminea, holostea, media, nemorum, pallida, palustris), Vaccaria hispanica.